# П'єр II де Куртене
П'єр де Куртене (1155/1165 — 1219) — 3-й імператор Латинської імперії в 1216—1217 роках. П'єр I (як імператор Латинської імперії), П'єр II (як сеньйор Куртене).

## Життєпис

### Діяльність у Франції
Походив з роду Куртене. Його дідом був Людовик VI, король Франції. Син сеньйора П'єра I де Куртене і Єлизавети де Жуанвіль. Народився між 1155 та 1165 роками. 1183 року втратив батька, ставши П'єром II, сеньйором Куртене. У 1184 році одружився з Агнесою I, графинею Неверською. Завдяки цьому шлюбу став розпоряджатися Неверським, Осерським і Тоннерським графствами. У 1190—1192 роках брав участь у Третьому хрестовому поході. Під час відсутності П'єра помирає його дружина.
У 1193 році одружився з донькою Бодуена V, графа Ено. У 1196 році вступив у конфлікт зі своїм шваргом Вільгельмом де Брієнном, що сплюндрував частину графства Оксем й взяв в облогу місто Везле. В свою чергу П'єр II зміцнив Оксер. Невдачі супротивника у спробі захопити ці міста призвела до замирення. У 1199 році васал Куртене — Ерве де Донзі — підступно захопив того у полон, відпустивши лише за згоду влаштувати шлюб своєї доньки Матильди (спадкоємиці графств Невер, Осер і Тоннер) з Ерве де Донзі. Після шлюбу передав Донзі Неверське графство.
У протистояння Капетингів і Плантагенетів підтримав перших. Був вірним прихильником французького короля Філіппа II Августа. У 1209 і 1211 роках брав участь в Альбігойських хрестових походах. У 1212 році після смерті Філіппа I Еноського, його володіння успадкувала дружина де Куртене — Іоланда. Сам П'єр II призначив регентом графства Ено свого старшого сина Філіппа. У 1214 році відзначився у битві під Бувіном, де імператор Священної Римської імперії Оттон IV, союзник Англії, зазнав поразки.

### Імператор
У 1216 році після смерті його шварґа Генріха I, імператора Латинської імперії, П'єра II де Куртене, баронами було обрано на трон цієї держави. Він рушив до Константинополя через Італію. В Римі 9 (або 12) квітня 1217 року від папи римського Гонорія III отримав в соборі Св. Лаврентія висвічення на імператора та корону. 
Невдовзі доповився з венеційцями щодо захоплення важливого міста Дуррес, яке належало Епірському деспотату. Проте зазнав невдачі. В подальшомуздійснив спробув пройти суходолом до своїх володінь. Втім П'єра де Куртене було захоплено епірським деспотом Феодором I. В цей час його дружина Іоланда досягла морем Константинополя, де оголосила себе регентшею. Імператор помер у 1219 році, фактично ніколи не керувавши Латинською імперією.

## Родина
1 Дружина — Агнеса I (1170—1193), донька Вільгельма V (графа Неверського)
Діти:
- Матильда (1188 — 1257) — графиня Невера, Осера і Тоннерра. Вперше вийшла заміж за Ерве IV (сеньйора Донзі), а після його смерті за Гвідо IV (графа Форезу). Матильда була щедрою і популярної правителькою. Її основною резиденцією був замок Дрюї[fr]. Саме в ньому 15 серпня 1223 прийняла статут, що надав місту Осер ряд пільг і свобод.
- Дочка

2 Дружина — Іоланда Ено (1275—1219), донька Балдуїна V, графа Еноського та його дружини Маргарити I, графині Фландрської.
Діти:
- Маргарита (1194 — 1270) — дружина: 1) Рауля III Лузіньяна, сеньйора Ісудена; 2) Генріха I, графа Віандена
- Філіпп (1195 — 1226) — маркграф Намюру.
- Іоланда (1196 — 1233) — дружина Андрія II (короля Угорщини).
- Сибіла (1197 — 1210) — черниця.
- Єлизавета (1199 — після 1269) — дружина: 1) Волте де Пюїзе; 2) Ед де Монтагю
- Роберт (бл. 1201 — 1228) — імператор Латинської імперії в 1219—1228 роках
- Агнеса (1202 — після 1247) — дружина Готфріда II Віллардуена, князя Ахеї.
- Марія (1204 — 1228) — дружина Феодора I Ласкаріса, імператора Нікеї.
- Генріх (1206 — 1229) — маркграф Намюру.
- Елеонора (1208 — 1229) — дружина Філіппа I Монфора, сеньйора Торону і Тіру.
- Констанція (1210 — ?) — черниця.
- Балдуїн (1217 — 1273) — імператор Латинської імперії в 1228—1261 роках